# Glenn Doman
Glenn Doman   (Filadèlfia, 26 d'agost de 1919 - 18 de maig de 2013) fou un fisioterapeuta nord-americà. Juntament amb Carl Delacato, va desenvolupar la seva pròpia teoria sobre l'atenció de nens amb lesions cerebrals, publicada el 1960 al Journal of the American Medical Association, però, aquesta teoria no té bases científiques i evidències. Després va fundar a Filadèlfia els Instituts for the Achievement of Human Potential, a través dels quals va difondre les seves idees i mètodes, formant els pares sobre com aplicar-los.

## El mètode Doman
El 1974 Doman va publicar el llibre What To Do About Your Brain-hurt Child, en el qual descrivia les idees i tècniques utilitzades als Instituts for the Achievement of Human Potential, els instituts que va fundar on s'apliquen les seves teories. El subtítol del llibre o el vostre danyat al cervell, endarrerit mental, deficient mental, paralític cerebral, epilèptic, autista, atetoide, hiperactiu, amb dèficit d’atenció desordenat, amb retard en el desenvolupament, amb un fill de Down, enumera les nombroses condicions considerades per "lesió cerebral" per Doman: dany cerebral, retard mental, deficiències, paràlisi cerebral, epilèpsia, autisme, atetosi, trastorn per dèficit d'atenció i hiperactivitat, retards en el desenvolupament, síndrome de Down.
Segons el neurocirurgià Temple Fay, el cervell del nen evolucionaria a través de les etapes evolutives de l'evolució, des del peix fins al dels rèptils i finalment dels mamífers, traçant l'anomenada "teoria de la recapitulació" desenvolupada per Ernst Haeckel, ara abandonada per la biologia. No obstant això, Doman es va inspirar en aquests principis, creient que el dany cerebral bloquejaria l'"evolució" del cervell.

## Manca de base científica
Les teories de Doman manquen de validació científica: l'Acadèmia Americana de Pediatria ha emès advertiments sobre aquestes teories. Es basen en convencions obsoletes i són una simplificació extrema del desenvolupament cerebral.
L'eficàcia mateixa del mètode no està avalada per cap evidència i, per tant, el seu ús sembla injustificat: l’únic document científic publicat per Doman, el 1960, conté molts errors metodològics i exageracions dels resultats; l'estudi no tenia cap grup control, de manera que no va poder comparar el progrés aconseguit amb el que succeiria naturalment en els nens amb el pas del temps com a resultat del creixement. Quan un grup de científics independents va comparar el progrés dels nens no tractats amb els resultats de Doman, aquests últims "no semblaven singularment rellevants".
La teràpia de Doman es basa en la teoria de la neuroplasticitat, que és la capacitat intrínseca del cervell per créixer tant funcionalment com anatòmicament; Segons Doman, la medicina tradicional intenta tractar els nens danyats al cervell amb medicaments que poden tenir efectes secundaris negatius.